# Roberto Malquori
Roberto Malquori (Castelfiorentino, 18 settembre 1929 – Castelfiorentino, 15 gennaio 2025) è stato un artista italiano.

## Biografia
A Firenze, nel 1963, aderì al Gruppo 70 che teorizzava un'arte tecnologica tramite l'autoironia e l'autocritica e a cui interessava contaminarsi con discipline diverse: poesia, sociologia, fotografia, teatro.
Dopo la sua prima mostra personale, tenutasi nell'aprile del 1964 alla Galleria L'Indiano di Firenze, Malquori visitò la Biennale di Venezia dove ebbe modo di verificare che il proprio lavoro era in sintonia con le opere di Robert Rauschenberg e Jasper Johns, esponenti di primo piano della Pop Art statunitense.
Nel 1965 partecipò al Bauhaus Situazioniste, movimento che Jørgen Nash fondò dopo la separazione dal movimento Internazionale Situazionista teorizzato da Guy Debord.
Il Situazionismo si proponeva di creare situazioni in cui gli individui potessero divenire partecipanti consapevoli della vita e non osservatori passivi dello spettacolo che ci viene proposto dai mass media:  questo fu sempre uno degli obiettivi dell'opera di Malquori, perseguito con fedeltà negli anni con le partecipazioni costanti all'attività del gruppo svedese; risale infatti al 2001 la sua ultima esposizione alla Drakabygget a Göteborg.
Nel 1969 fu tra gli artisti che sostenevano l'attività del Centro Tèchne e della rivista Tèchne fondati da Eugenio Miccini.
Malquori, avvalendosi di rotocalchi e di quanto la pubblicistica dei consumi offre giorno per giorno, con un'originale tecnica di trasporto degli inchiostri tipografici compose nuove immagini affollate di visi, figure, richiami, scritte, svincolandole dal loro contesto originario e dotandole di nuovi significati.
Si è parlato a proposito delle sue opere di clima da luna park, ma anche di giudizio universale e di codice miniato. Malquori presentava il suo mondo con immagini che formano immagini; egli offrì una visione del mondo contemporaneo avvalendosi di quegli stessi materiali che ci allagano quotidianamente dove all'influenza dei mass media diventa sempre più difficile resistere. La sua fu un'operazione concepita come un antidoto ai persuasori occulti e palesi della comunicazione di massa, nonché un richiamo costante alla memoria personale e collettiva che permette ad ogni spettatore di usufruire dei suoi lavori in modo individuale e consapevole. Il suo lavoro si può inserire decisamente nel filone dell'arte Pop con intendimenti molto polemici comuni anche alla New Dada.
Nel 2007 espose alla Galleria D'arte Aurelio Stefanini una selezione dei suoi lavori degli anni sessanta con una presentazione in catalogo di Walter Guadagnini, a cui fece seguito nel 2008 un'altra mostra di lavori recenti dedicata al cinema, con una presentazione in catalogo di Flaminio Gualdoni, Jean Sellem e Raffaele Simongini.
Nel febbraio/marzo 2010 l'Istituto Italiano di Cultura promosse una sua mostra alla Galleria Civica di Bratislava con la pubblicazione di un catalogo presentato da Teresa Triscari. La stessa mostra, dedicata ad opere degli anni '60, fu esposta tra maggio e giugno presso la Galleria di Arte della Città di Žilina.
Tra settembre e dicembre 2016 Nikita del 1964 fu collocata tra le oltre 70 opere presenti presso la Fondazione Magnani Rocca di Mamiano di Traversetolo (PR) per la mostra "ITALIA POP. L'arte negli anni del boom".
Tra marzo e aprile 2017 fu organizzata presso la galleria Res Publica la personale "Femminile plurale. Opere dagli Anni Sessanta ad oggi" a cura di Luca Beatrice, che nel catalogo della mostra descrive il percorso di Malquori come "un esaustivo atlante, un archivio pensato come un work in progress, concepito in numerosi capitoli che seguono l’evoluzione dell’immagine, dal bianconero al colore".
Tra aprile e settembre 2017 due sue opere furono esposte nella collettiva dal titolo “Dai ’60s ai ’60s. Un secolo dopo l’Unità d’Italia, la Pop Art”, organizzata presso il Museo Nazionale del Risorgimento italiano di Torino e curata da Luca Beatrice e Ferruccio Martinotti.
A giugno 2017 gli venne dedicata la personale "Dagli anni '60 ad oggi" all'interno di Palazzo Pegaso a Firenze, sede del Consiglio della Regione Toscana.
Dal 2 al 5 febbraio 2018 Res Publica - Galleria d'Arte Democratica gli dedicò un intero stand della 42ª edizione di Arte Fiera a Bologna.
Malquori è morto nel gennaio 2025.